# 宮岡政雄
宮岡政雄（みやおか まさお、1913年7月2日 - 1982年8月8日）は、日本の昭和期の農業家で、砂川町基地拡張反対同盟代表。

## 人物
東京都立川市砂川町出身。
地元で江戸時代から続く農家の16代目だった。
1955年から、在日アメリカ空軍立川基地の滑走路延長計画に対する地元住民らの反対運動である「砂川闘争」の副行動隊長となる。反対運動の過程でデモ隊による米軍基地不法侵入が問われた砂川事件が起き、宮岡は訴訟で地元農民のリーダーを務める。独学で法律を勉強し、「砂川の法務大臣」の異名を取った。
反対運動について記した『砂川闘争の記録』を1970年に三一書房から刊行した。
1969年4月の立川基地拡張中止の閣議決定により砂川闘争が一段落すると、闘争に参加していた中核派の秋山勝行委員長ら三派全学連を三里塚芝山連合空港反対同盟代表の戸村一作に紹介した他、同反対同盟の集会に参加するなど、三里塚闘争（→成田空港問題）の支援を行った。三里塚芝山連合空港反対同盟事務局長の北原鉱治と親交があり、宮岡が娘の花嫁衣装を購入する際に北原は商売上の付き合いがある日本橋の問屋まで付き添った他、宮岡の葬儀にも参列している。
没後、次女・福島京子が『砂川闘争の記録』を2005年に復刊し、地元に資料館「砂川平和ひろば」を2010年に開設している。

## 著書
『砂川闘争の記録』三一書房、1970年